# Berry Powel
Berry Powel (Utrecht, 2 de mayo de 1980) es un futbolista neerlandés que se desempeña como delantero y que actualmente juega en el DVS '33 de la Derde Divisie.

## Trayectoria
Se trata de un delantero centro que en 2009 anotó 15 goles en 27 partidos, La mejor anotación en una temporada del jugador de Utrecht la encontramos en la 2006/2007, cuando marcó 29 dianas en 36 encuentros.
Powel llega al Gimnàstic tras ascender con el De Grafschaap a la primera división neerlandesa, marcando un total de 15 goles en 27 partidos.
Tras una gran primera temporada en la Liga Adelante 2010/2011, en la última semana del mes de febrero de 2012 de su segunda temporada en el club granate, la 2011/12, el atacante neerlandés de 32 años fue rescindido por el Gimnàstic. El jugador había marcado 20 goles en una temporada y media, pero el club alegó a motivos disciplinarios para su rescisión del contrato.
Meses después el Elche CF desestimó la incorporación inmediata del futbolista, aunque no la descartó para el futuro, debido a su estado bajo de forma.
En mayo de 2012 se va al Huracán Valencia de Segunda División B.
En junio de 2012 se anuncia su fichaje por el Elche CF donde disputaría 23 partidos y anotaría 3 goles contribuyendo con el ascenso del equipo a la Liga BBVA.
En enero de 2014 firma con el Heracles Almelo de la Eredivisie.

## Clubes
| Club                   | País         | Año         |
| ---------------------- | ------------ | ----------- |
| FC Den Bosch           | Países Bajos | 2003 - 2005 |
| Millwall Football Club | Inglaterra   | 2006        |
| De Graafschap          | Países Bajos | 2006 - 2007 |
| FC Groningen           | Países Bajos | 2008        |
| ADO La Haya            | Países Bajos | 2009 - 2010 |
| De Graafschap (cedido) | Países Bajos | 2009 - 2010 |
| Gimnàstic de Tarragona | España       | 2010 - 2012 |
| Huracán Valencia       | España       | 2012        |
| Elche CF               | España       | 2012 - 2013 |
| Heracles Almelo        | Países Bajos | 2014        |
| Roda JC                | Países Bajos | 2014        |
| Kozakken Boys          | Países Bajos | 2014 - 2017 |
| IJsselmeervogels       | Países Bajos | 2017 - 2018 |
| DVS '33                | Países Bajos | 2018 -      |